# 漢堡王餐點
漢堡王的餐点（英語：Burger King products）是全球大型連鎖速食企業之一汉堡王的主要产品。自1953年它的前身「速食漢堡王」餐廳開幕以來，餐點便是以漢堡、薯條、軟性飲料、奶昔和甜點為主。餐廳在被佛羅里達州邁阿密的加盟店收購後，1954年改名為「漢堡王」，並開始豐富它的菜單，例如1957年創立華堡三明治，也逐漸加入雞肉、魚肉和蔬食等非牛肉單品，如沙拉和無肉漢堡。此外，它也供應早餐餐點和冰吸（Icee）、果汁與瓶裝水等飲品選擇。
不同於其他飲食業者著重於擴展全球版圖，漢堡王結合當地特色，推出符合地方口味和文化或宗教信仰的產品。為刺激買氣，漢堡王每隔一段時間便會販賣季節限定的特別漢堡單品，或開發全新產品，以開拓短期或長期銷量。然而，這些產品和服務並非全為成功的政策；例如，1993年，漢堡王引進以特別晚餐拼盤為賣點的限量桌邊服務，但未引起討論、增加銷售，最終以失敗收場。

## 歷史

### 漢堡與主餐

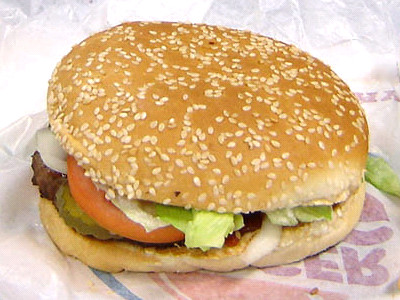
漢堡王的招牌餐點「華堡」

1953年，漢堡王的前身「速食漢堡王」（Insta-Burger King）在佛羅里達州傑克遜維爾開業，以漢堡、薯條、軟性飲料和甜點為餐點主軸。速食漢堡王在1954年被加盟商詹姆斯·麥拉摩爾和大衛·艾傑頓收購，改名「漢堡王」，並持續開發它的核心餐點、烹飪技術及設備。1957年，麥拉摩爾和艾傑頓發明了漢堡王的招牌餐點「華堡」，意圖在眾多漢堡業者中樹立品牌特色。華堡是重約4盎司（110公克）的漢堡，內夾有生菜、番茄、美奶滋、酸黃瓜和番茄醬，訂價29美分。它主打大口飽足、用料實在的高水準，在平均15美分的平價漢堡市場脫穎而出。華堡很快地成為漢堡王的旗艦餐點，也延伸出許多華堡系列單品。漢堡王亦多次在華堡的食材上做小幅調整，包括1970年代早期將以芝麻漢堡麵包取代白麵包，以及1980年代中期的調整漢堡排（patty）尺寸。自推出以來，華堡已然成為漢堡王的代名詞，也是漢堡王廣告宣傳的重點。漢堡王甚至將旗下販售亭風格的分店取名為「華堡吧」（Whopper Bars）。

## 營養
1983年，漢堡王推出沙拉吧，首度嘗試開拓健康飲食市場。這項突破獲得小幅迴響，但加盟店紛紛對此投資的高營運成本和低利潤報酬表示不滿。其中一項單品「皮塔沙拉」在成功達到促進早餐銷量的目的後，很快地便從沙拉吧下架。1987年，漢堡王推出預先包裝的沙拉單品，包括主廚沙拉和田園沙拉等口味選擇，逐漸取代沙拉吧。1990年，漢堡王和保羅·紐曼的「Newman's Own」公司協議合作，引進新的沙拉產品，並選用該公司的沙拉醬作為佐醬。2004年，漢堡王又再度改良它的沙拉陣容，推出火烤沙拉系列產品。新產品提供烤蝦或烤雞二種選擇，並革新性地將熱溫的肉食和沙拉冷品分開包裝，讓沙拉產品外觀、口感都更顯清爽。在美國，沙拉一般在店外預先製作完成，並提供二種肉食搭配選擇以及「Ken's Foods」品牌沙拉醬。在美國以外的地區，各國的沙拉產品都有不同的食材和配方，但其銷售對象皆主要是女性及具有健康意識的消費者。

## 外部連結
- 漢堡王台灣官方網站：餐點介紹 （页面存档备份，存于）
- 漢堡王香港官方網站：優惠套餐 （页面存档备份，存于）
- 漢堡王中國大陸官方網站：明星產品